# Mafate

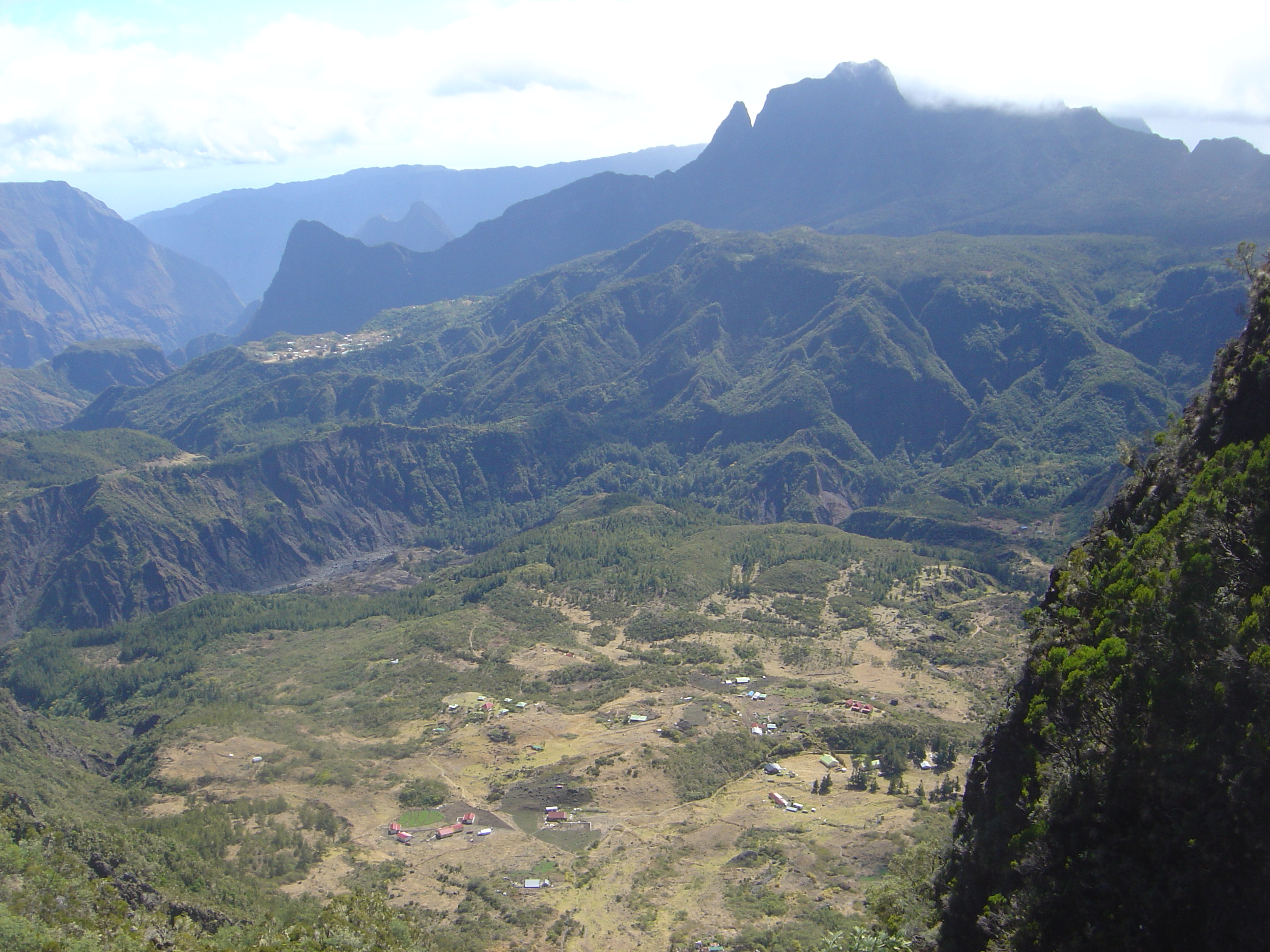
Osada Marla v kaldeře Mafate

Mafate nebo Cirque de Mafate je horské údolí ve vnitrozemí ostrova Réunion. Je jednou ze tří kalder vyhaslé sopky Piton des Neiges (dalšími jsou Cilaos a Salazie). Oblast je obklopena strmými srázy a je dostupná pouze pěšky nebo vrtulníkem. Je pojmenována podle vůdce vzbouřených otroků, kteří zde našli útočiště v polovině 18. století. Jejich potomci zde dosud žijí v počtu asi 800 lidí, v údolí se zachovala starodávná kreolská architektura.
Centrem Mafate je vesnice La Nouvelle, kde funguje škola, kostel a několik obchodů a restaurací. Dále se zde nachází osm menších osad zvaných îlets (to znamená „ostrůvky“, protože vznikly na jediných kouscích relativně rovné půdy): Aurère, Îlet à Malheur, Îlet à Bourse, Grand Place, Les Lataniers, Les Orangers, Marla a Roche Plate. Celé Mafate je majetkem francouzských státních lesů, není zde ani jedna četnická stanice. Nevede sem elektrické vedení, veškerá elektřina je proto vyráběna solárními panely.
Pro malebné scenérie je kaldera vyhledávanou turistickou atrakcí. Návštěvníci mohou přenocovat v boudách zvaných gîtes. K přírodnímu bohatství patří endemická orchidej Eulophia borbonica.